# Айдаркен
Айдаркен (кирг. Хайдаркан, Айдаркан) — місто в Кадамжайському районі Баткенської області Киргизстану. Селище розташоване на північних схилах Алаю (хребет Ешме), за 45 км на південний захід від міста Кадамжай.
Населення - 11,9 тис. жителів (2009).

## Клімат
Місто знаходиться у зоні, котра характеризується континентальним субарктичним кліматом. Найтепліший місяць — липень із середньою температурою 17.2 °C (63 °F). Найхолодніший місяць — січень, із середньою температурою -10.6 °С (12.9 °F).
| Клімат Айдаркена        | Клімат Айдаркена | Клімат Айдаркена | Клімат Айдаркена | Клімат Айдаркена | Клімат Айдаркена | Клімат Айдаркена | Клімат Айдаркена | Клімат Айдаркена | Клімат Айдаркена | Клімат Айдаркена | Клімат Айдаркена | Клімат Айдаркена | Клімат Айдаркена |
| Показник                | Січ.             | Лют.             | Бер.             | Квіт.            | Трав.            | Черв.            | Лип.             | Серп.            | Вер.             | Жовт.            | Лист.            | Груд.            | Рік              |
| Середня температура, °C | −10,6            | −8,7             | −1,8             | 5,8              | 9,9              | 14,3             | 17,2             | 16,3             | 11,5             | 5,1              | −1,5             | −6,9             | 4,2              |
| Норма опадів, мм        | 53.7             | 60.3             | 88.6             | 87.3             | 80.9             | 34.9             | 21.2             | 8.9              | 6.8              | 44.1             | 51.1             | 56.2             | 594              |
| Днів з опадами          | 8,5              | 9,3              | 11               | 10,6             | 11               | 6,8              | 5,1              | 3,3              | 3                | 5,8              | 6,4              | 7,7              | 88,5             |
| Вологість повітря, %    | 69.3             | 69.6             | 63.8             | 58.3             | 54               | 43.4             | 41               | 42.9             | 45.2             | 53.2             | 59.7             | 67               | 55.6             |
| ----------------------- | ---------------- | ---------------- | ---------------- | ---------------- | ---------------- | ---------------- | ---------------- | ---------------- | ---------------- | ---------------- | ---------------- | ---------------- | ---------------- |
| Джерело: Weatherbase    |                  |                  |                  |                  |                  |                  |                  |                  |                  |                  |                  |                  |                  |

## Історія
На околицях розташована печера Сель-Ункур, відома археологічними знахідками.
Селище виросло навколо Хайдарканського ртутного комбінату, будівництво якого розпочалося в 1941 році на Хайдарканському родовищі ртутних руд («хайдаркан» — «велика копальня»). Після розпаду СРСР і падіння світових цін на ртуть селище занепало.
Законом Киргизької Республіки «Про перейменування окремих аїльних та селищних кенешей, селищ міського типу і сіл Кадамжайського району Баткенської області Киргизької Республіки» № 228 від 28 грудня 2006 року селище Хайдаркан перейменоване на Айдаркен. У 2012 році смт Айдаркен отримало статус міста.